# Мангольд фон Штернберг
Мангольд фон Штернберг (*Mangold von Sternberg, д/н —1283) — 14-й магістр Лівонського ордену в 1281—1282 роках.

## Життєпис
Походив з франконського шляхетського роду Штернбергів, васалів Айхштетського єпископства. Народився у замку Штернберг.
Стає лицарем Тевтонського ордену в Кенінгсберзі. У 1274 року призначено комтуром Кенінгсбергу. На цій посаді перебував до 1279 року. 1280 року стає ландмейстером Тевтонського ордену в Пруссії. На цій посаді воював з балтським племенем ятвягів, що вдиралися до Самбії. Домігся у померельського князя Мстивоя II виконання заповіту попереднього князя Самбора II щодо передачу Тевтонському ордену міста Гнев й Лівобережжя Вісли.
1281 року стає очільником Лівонського ордену. Активно діяв проти ятвягів. Організував декілько походів до Ятвягії. Водночас воював проти земгалів, які атакували володіння Тевтонського ордену. У відповідь фон Штернберг наказав вбити 50 вождів й знатніших земгалів.
1282 року склав повноваження ландмейстера Лівонського ордену, відправившись на вибори нового великого магистра Тевтонського ордену до Акри (Палестина). Після проведення виборів у 1283 році Мангольд фон Штернберг помер на судні в Середземному морі під час повернення до Пруссії.